# Guillaume Le Gentil
Pour les articles homonymes, voir Gentil et Le Gentil.
Guillaume Joseph Hyacinthe Jean-Baptiste Le Gentil de La Galaisière , né à Coutances le 12 septembre 1725 et mort à Paris le 22 octobre 1792, est un astronome et indianiste français dont le nom est resté célèbre pour la malchance tenace dont il fut victime lors de ses tentatives infructueuses d'observer en 1761 puis 1769 le transit de Vénus, événement astronomique rare qui permettait de déterminer avec la plus grande précision possible pour l'époque la distance Terre-Soleil. 
En 1935, l'Union astronomique internationale a donné le nom de Le Gentil à un cratère lunaire.

## Biographie

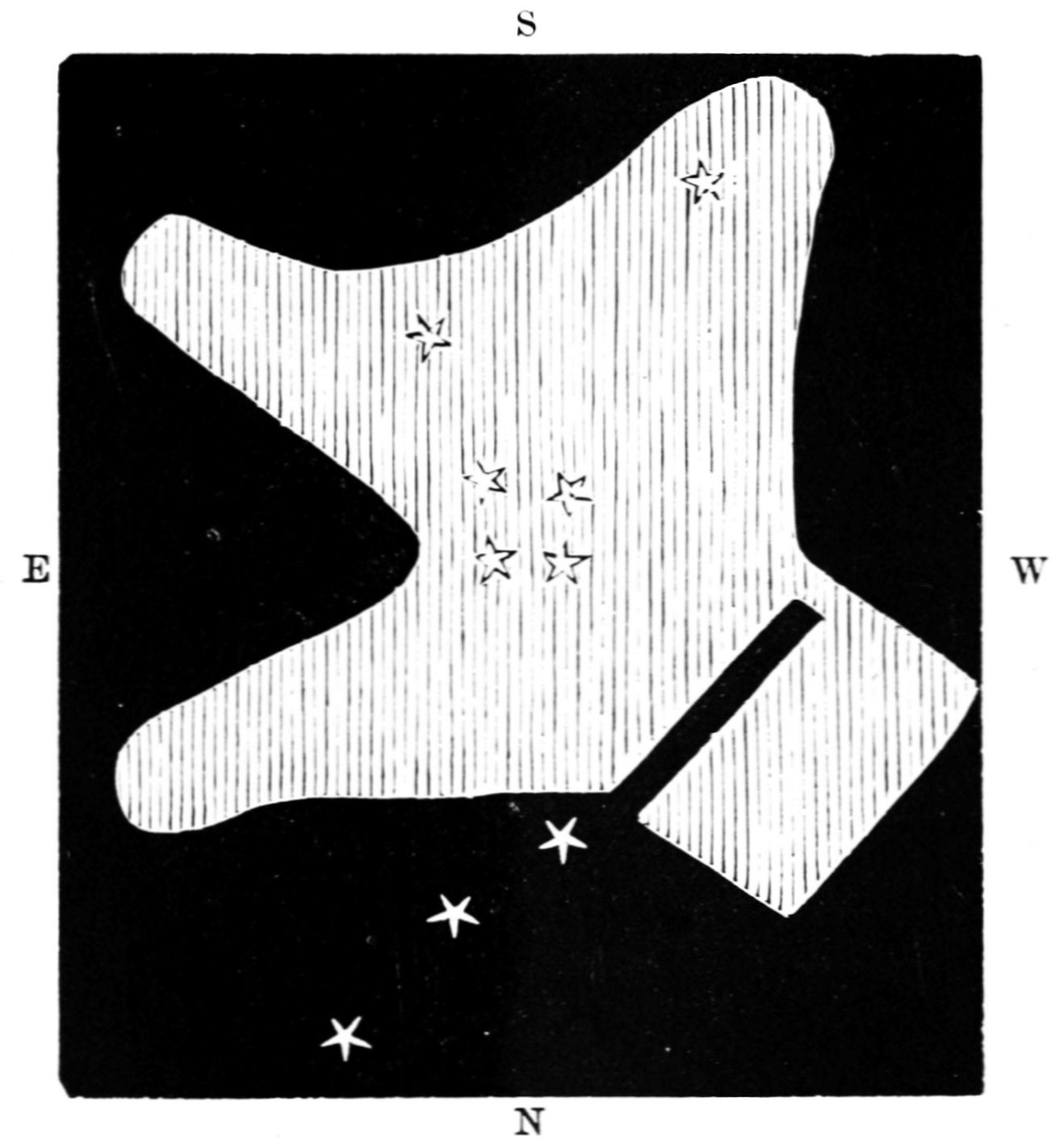
Nebula orionis comme décrite par Guillaume Le Gentil en 1758.

### Jeune académicien
Il prévoyait d'entrer dans les ordres mais rencontra une femme qu'il épousa et qui le poussa à devenir astronome. Il découvrit ce qui est de nos jours connu comme les objets de Messier M32, M36 et M38, ainsi que la nébulosité dans M8, et il fut le premier à cataloguer la nébuleuse obscure dans la constellation du Cygne quelquefois connue comme Le Gentil 3. Cependant il est surtout célèbre actuellement pour le sort infortuné qui tomba sur lui quand il était en place pour observer le transit de Vénus de 1761 à Pondichéry, un comptoir français en Inde.

### Explorations en Inde et dans les îles Mascareignes
Compte tenu du voyage (le canal de Suez n'existait pas encore) et de la nécessité de trouver un site propice à l'observation dans un environnement inconnu il se réservait une marge confortable de 15 mois pour son voyage. Il partit ainsi de Paris en mars 1760 et atteignit l'île de France (l'actuelle île Maurice) en juillet. De là, en mars 1761, il embarqua sur la frégate rapide la Sylphide ayant pour destination la côte de Coromandel et plus précisément Pondichéry en Inde. Alors que le navire était proche de sa destination, ses occupants apprirent que la guerre de Sept Ans avait éclaté entre la France et le Royaume-Uni et qu'il était devenu dangereux d'essayer d'atteindre Pondichéry. La frégate reprit alors la route de l'île de France. Le 6 juin, en pleine mer, le jour du transit arriva et le ciel était clair, mais il ne put faire ses observations astronomiques de façon précise du fait des mouvements du vaisseau. Il était allé jusqu'au bout du monde, et le prochain transit n'aurait pas lieu avant 8 ans. Aussi décida-t-il de rester dans les mers de l'Inde (les transits de Vénus surviennent par paires de 8 ans qui sont séparées d'une autre par plus d'un siècle).
Après avoir passé quelque temps à cartographier la côte est de Madagascar, il parcourut l'Océan Indien puis décida d'enregistrer le transit de 1769 depuis Manille. En butte à l’hostilité des autorités espagnoles, qui le soupçonnaient d’être un espion, il partit pour Pondichéry, qui venait d'être rendue à la France par le traité de Paris en 1763. Il y arriva en mars 1768. Il construisit un petit observatoire et attendit patiemment. Enfin, le jour du 3 juin 1769 arriva, mais alors que les matins précédents avaient été parfaitement dégagés, celui-là fut couvert le temps du phénomène et Le Gentil ne put se livrer à aucune observation. Après une période de dépression, il entreprit le voyage de retour.

### Retour en France
Ce voyage fut d’abord retardé par la maladie, puis son bateau fut pris dans une tempête et le débarqua à l'île Bourbon (actuelle île de la Réunion), où il attendit un navire espagnol pour retourner chez lui. Il arriva enfin en octobre 1771, soit onze ans et demi après son départ, pour découvrir qu'il avait été déclaré légalement mort. Au gré des naufrages et des attaques de navires, aucune des lettres qu'il avait envoyées à l'Académie ou à ses proches n'était parvenue à destination. Sa femme s’est remariée et sa famille commençait à se partager ses biens. Son siège à l’Académie royale des sciences avait été déclaré vacant et investi par un remplaçant. Il dut entreprendre de longs procès pour reprendre possession de ses biens et de son siège, perdant les premiers, mais retrouvant le second grâce à l'intervention du roi. Il se maria en 1774 avec une jeune personne d'une famille qu'il connaissait depuis longtemps, Marie-Michelle Potier et eut une fille, Marie Adélaïde.

### Géographie et astronomie brahmique
Il écrivit le récit de son étonnant voyage et vécut encore une vingtaine d'années, logé dans l'Observatoire royal.  Dans cet ouvrage, outre la relation de ses traversées des Indes, Legentil a consigné des observations précises sur les moussons, les courants et les marées de l'Océan indien, la description des différentes routes et des plus courts trajets. Il y formule plusieurs remarques sur les mœurs, la religion et les sciences des Hindous. Dans ce dernier domaine, il a décrit le zodiaque des hindous et, à force de négociation et de patience pour obtenir les tables anciennes des éclipses et se faire expliquer leur utilisation, il a pu analyser les connaissances astronomiques des brahmanes. Il a dressé un parallèle entre l’astronomie des Hindous et celle des Chaldéens, et a conclu que les brahmanes n’ont rien ajouté d'original à ce qui leur avait été transmis à diverses époques. Legentil a notamment montré que la durée que les Chaldéens assignaient à chaque âge du monde est un multiple des période de retour de l’équinoxe ; et que les quatre iouganu, ou âges du monde des brahmanes, ne sont que des périodes astronomiques du mouvement des étoiles en longitude.

## Œuvres
- Voyage dans les mers de l'Inde, fait par ordre du Roi, à l'occasion du passage de Vénus, sur le disque du Soleil, le 6 juin 1761 & le 3 du même mois 1769 par M. Le Gentil, de l'Académie royale des sciences. Imprimé par ordre de sa Majesté, À Paris, de l'Imprimerie royale 1779 et 1781. 2 volumes in-4°.Google-Livre.